# Pseudicius icioides
Pseudicius icioides là một loài nhện trong họ Salticidae.
Loài này thuộc chi Pseudicius. Pseudicius icioides được Eugène Simon miêu tả năm 1884.